# Chondracanthus janebennettae
Chondracanthus janebennettae is een eenoogkreeftjessoort uit de familie van de Chondracanthidae. De wetenschappelijke naam van de soort is voor het eerst geldig gepubliceerd in 1953 door Causey.